# Фіно-угрознавство
Фіно-угрознавство (англ. Finno-Ugric studies) — комплексна дисципліна, предметом якої є описове і порівняльно-історичне вивчення мов і культур фіно-угорських народів, або, в більш широкому розумінні, всіх народів уральської мовної сім'ї, в тому числі самодійських. В останньому випадку поняття «Фіно-угрознавство» і «Уралістика» виступають як рівнозначні.
Відправними точками для формування порівняльного фіно-угрознавства і тим самим для виділення його як самостійної дисципліни були гіпотези про спільне походження угорців і їх мовне споріднення з обськими уграми (XV—XVI ст., Енеа Сільвіо Пікколоміні, він же Папа Пій II, Мацей з Мехова, З. Герберштейн), про фіно-угорську спорідненість (сер. XVII ст., Б. Шютте, М. Фогеліус, Г. Стьерньельм), виявлення спорідненості прибалтійсько-фінських мов між собою і з саамськими мовами. Відомості про волзькі, пермські, обсько-угорські самодійські мови (зокрема, короткі списки слів) вперше стали доступні європейській науці наприкінці XVII ст. завдяки голландському мандрівникові і вченому Н. К. Вітзену.
Пізніше істотний внесок в фіно-угрознавство внесли такі вчені-філологи як Матіас Кастрен, Андрій Шегрен, Еміль Сетяля, Август Альквіст і Ерккі Ітконен.